# Soulitré
Soulitré település Franciaországban, Sarthe megyében. Lakosainak száma 604 fő (2022. január 1.). Soulitré Connerré, Nuillé-le-Jalais, Le Breil-sur-Mérize, Ardenay-sur-Mérize, Saint-Mars-la-Brière és Montfort-le-Gesnois községekkel határos.

## Népesség
A település népessége az elmúlt években az alábbi módon változott:
| Lakosok száma | 650  | 649  | 653  | 631  | 622  | 624  | 619  | 612  | 604  |
|               | 2013 | 2015 | 2016 | 2017 | 2018 | 2019 | 2020 | 2021 | 2022 |